# Thief (серія відеоігор)
Thief (укр. Злодій) — серія комп'ютерних ігор у жанрі стелс-екшен, переважно від першої особи (у Thief: Deadly Shadows  з'явилася можливість перемикатися між видом від першої та від третьої особи). Студія Looking Glass розробила як The Dark Project, так і The Metal Age. Після відходу студії від справ у 2000 році багато розробників перейшли в Ion Storm Austin і почали розробку третьої частини серії, Deadly Shadows , яка створена вже на іншому тривимірному графічному рушії. На даний момент випущені офіційні локалізації Thief II  і Thief III від компанії «Новий Диск». На даний момент у країнах СНД гри серії представлені неавторизованими релізами і аматорськими перекладами, також обмеженим тиражем «Новий Диск» випустив другу частину серії. У світі існує фан-клуб шанувальників відеогри, яка створив досить велику кількість модифікацій до неї.

## Ігри серії
| Рік  | Назва                   | Платформи                                                            | Середня оцінка на Metacritic (на лютий 2014 року) |
| ---- | ----------------------- | -------------------------------------------------------------------- | ------------------------------------------------- |
| 1998 | Thief: The Dark Project | Microsoft Windows                                                    | (PC) 92/100                                       |
| 2000 | Thief II: The Metal Age | Microsoft Windows                                                    | (PC) 87/100                                       |
| 2004 | Thief: Deadly Shadows   | Xbox, Microsoft Windows                                              | (PC) 85/100 (Xbox) 82/100                         |
| 2014 | Thief (2014)            | Microsoft Windows, PlayStation 4, PlayStation 3, Xbox One, Xbox 360. | (PC) 70/100 (XONE) 69/100 (PS4) 67/100            |

## Сетинг
Світ Thief уявляє собою середньовічне темне фентезі з елементами стимпанку у антуражі мегаполісу. Дії гри зосереджені переважно у межах щільного столичного комплексу, відомого лише як «Місто», яке має певну схожість з Лондоном 18-19 століття, але з більш середньовічною культурою, що відображається у архітектурі, одязі, напівфеодальній соціальні структурі та відсутності вогнепальної зброї. У Місті кипить протистояння між корумпованою аристократією, таємно організацією, ордену релігійних фанатиків та ордою мстивих істот. Незважаючи на стан суспільства, у деяких фракцій є доступ до деяких просунутих технологій, таких як, наприклад, електроенергія та промисловості. Метод генерації електрики невідомий, але електрика була поширеною за 50 років до народження Гаррета, при цьому паровий котел був винайдений лише незадовго до подій Thief 2.